# Lobobrachus
Lobobrachus is een geslacht van kevers uit de familie van de loopkevers (Carabidae). De wetenschappelijke naam van het geslacht is voor het eerst geldig gepubliceerd in 1885 door Sharp.

## Soorten
Het geslacht Lobobrachus omvat de volgende soorten:
- Lobobrachus alternans Tschitscherine, 1901
- Lobobrachus lacerdae Sharp, 1885